# María Elena Walsh
Pour les articles homonymes, voir Walsh.

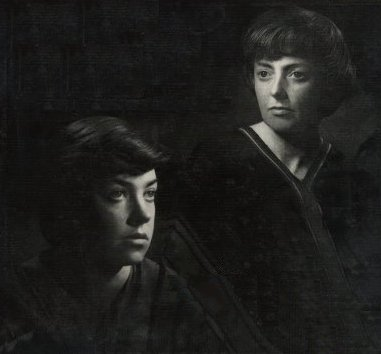
María Elena Walsh et Leda Valladares, en 1960

María Elena Walsh (Ramos Mejía, 1er février 1930-Buenos Aires, 10 janvier 2011) est une poétesse, romancière et musicienne argentine connue surtout pour ses disques et ses livres pour la jeunesse et autobiographiques.

## Biographie
Sa mère était d'ascendance espagnole et son père était un cheminot d'ascendance anglaise et irlandaise qui jouait du piano. À l'âge de quinze ans, elle publie ses premiers poèmes pour El Hogar, un magazine du journal La Nación, et en 1947, elle publie son premier livre de poèmes, Otoño Imperdonable, qui reçoit un très bon accueil de la critique.
En 1948, elle voyage en Amérique du Nord, invitée par le poète Juan Ramon Jiménez, et en Europe pendant le péronisme. Elle vit quatre ans à Paris dans les années 1950, où elle donne des concerts de musique folklorique argentine avec son amie la chanteuse argentine Leda Valladares (1919-2012).
De retour en Argentine en 1956 après la Révolution libératrice, elle écrit des livres, des scripts, des poèmes et des chansons pour enfants comme Manuelita la Tortuga, et elle triomphe aussi comme interprète. Ses chansons ont parfois un message politique (Chanson de révolte), comme El País del Nomeacuerdo, utilisée plus tard pour le film L'Histoire officielle, Oscar du meilleur film en langue étrangère en 1985. 
Pendant la dictature militaire (1976-1983), elle est une opposante résolue au régime. En 1985, elle est faite Citoyenne illustre de Buenos Aires et en 1990 docteur honoris causa de l'université nationale de Córdoba.
En 2009, elle reçoit la Médaille d'or du mérite des beaux-arts par le Ministère de l'Éducation, de la Culture et des Sports.
Elle meurt le 10 janvier 2011, des suites d'un cancer des os. Elle vivait avec sa compagne, la photographe Sara Facio (1932-) depuis 1980,.

## Œuvres

### Livres
- Otoño imperdonable - 1947
- Apenas viaje - 1948
- Baladas con Ángel - 1951
- Casi milagro - 1958
- Tutú Marambá - 1960
- El reino del Revés - 1964
- Zoo loco - 1964
- Hecho a mano - 1965
- Dailan Kifki - 1966
- Cuentopos de Gulubú - 1966
- Aire libre - 1967
- Juguemos en el mundo - 1970
- El diablo inglés - 1974
- Angelito - 1974
- El país de la Geometría - 1974
- La Sirena y el Capitán - 1974
- Cancionero contra el mal de ojo - 1976
- Chaucha y palito - 1977
- Desventuras en el País-Jardín-de-Infantes - 1979
- Novios de antaño - 1990
- Hotel Pioho's Palace - 2002

### Albums
- Canciones para mirar
- Canciones para mí
- El País del Nomeacuerdo
- El País de la Navidad
- Cuentopos
- Cuentopos para el recreo
- Juguemos en el mundo
- Juguemos en el mundo II
- El sol no tiene bolsillos
- Como la cigarra
- El buen modo
- De puño y letra